# Kraftwerk (album)
Kraftwerk este primul album al trupei cu același nume. A fost lansat în Germania în 1970 și produs de influentul inginer de sunet Konrad Plank.
Hutter și Schneider au avut de-a face cu doi percuționiști în timpul înregistrării albumului, Andreas Hohmann și Klaus Dinger. Talentul lor dă albumului un sunet "greu", dinamic, aproape brutal. Din interviuri recente cu Dinger reiese faptul că el cânta pe partea a doua a discului, în timp ce Hohmann, pe prima parte.
Celelalte instrumentații constau în orga Hammond a lui Hutter și flautul electronic modificat de către Schneider, plus vioara electronică și chitara.
Albumul nu include voce, și doar părțile din "Ruckzuck" și "Stratovarius" sunt similare unui cântec rock structurat. Există o filmare TV a performanței piesei "Ruckzuck", ce a fost transmisă de televiziunea germană WDR.
Design-ul copertei albumului reprezintă un con de trafic și a fost concepută de însuși Ralf Hutter. Imaginea din interior reprezintă o centrală electrică (de aici și numele trupei).

## Listă melodii
1. Ruckzuck / Foarte Repede - 07:47
2. Stratovarius - 12:10
3. Megaherz / Mega-Inimă - 09:30
4. Vom Himmel Hoch / Din Rai Mai Sus - 10:12